# 海报扣篮
海報灌籃（英語：Posterized），或稱隔人灌籃，是北美地區的一個俚語，指在籃球比賽中，進攻者成功越過防守者完成灌籃的動作。由於這個動作相當具有觀賞性，甚至可印製成海報來欣賞，因此以海報灌籃來稱呼。最有名的一次海報扣籃，是發生在2000年奧運美國隊對上法國隊的比賽，當時身高6英尺6英寸（1.98米）的文斯·卡特，成功在身高7英尺2英寸（2.18米）的弗雷德里克·維斯頭上灌籃。